# Oreopsyche triaena
Oreopsyche triaena är en fjärilsart som beskrevs av Jean Bourgogne 1940. Oreopsyche triaena ingår i släktet Oreopsyche och familjen säckspinnare. Inga underarter finns listade i Catalogue of Life.